# Rojalistiska föreningen
Rojalistiska Föreningen (RojF) är en svensk riksomfattande, ideell och partipolitiskt obunden sammanslutning, vars målsättning är att vidmakthålla och stärka den konstitutionella monarkin i Sverige som en omistlig del i tradition och statsskick. Efter ett uttalande av dåvarande statsministern Palme bildades 1977 en arbetsgrupp för bildandet av en rojalistisk förening. Vid en första konstituerande riksstämma den 6 juni 1978 på Historiska museet i Stockholm antogs stadgar och föreningen Rojalistiska Föreningen var därmed bildad.  
Rojalistiska Föreningens emblem – bokstäverna RF i spegelmonogram – fastställdes av 1979 års riksstämma.  
Förkortningen RojF antogs i början av 1980-talet, då föreningens namn ansågs alltför långt att hantera i skrift. 
Föreningen ger ut tidningen Rojalisten.

## Ordförandelängd
| Period    | Ordförande        |
| --------- | ----------------- |
| 1978–1979 | Magnus Rosensparr |
| 1979–1982 | Nils Hellström    |
| 1982–1991 | Ove Nordstrandh   |
| 1992–1997 | Elof Rörvall      |
| 1997–1999 | Curt Linderoth    |
| 1999–2002 | Olle Lundbergh    |
| 2002–2022 | Patrik Åkesson    |
| 2023      | Mårten Hougström  |
| 2024–     | Stefan Holmström  |